# Cagarrache
Cagarrache era el individuo emigrante de carácter temporal en Andalucía procedente en su mayor parte de Campillo de Buitrago y de las sierras de Alba, en la provincia de Soria. Se dedicaban a trabajar en los molinos de aceite como maestros.
Tenían fama de ahorradores y de hacer fortuna a fuerza de  hacer heroica administración de sus intereses. 
Procedían de localidades como Fuentes de Magaña, Oncala, Suellacabras y otras.